# 大央電設工業
大央電設工業株式会社（だいおうでんせつこうぎょう）は、長野県茅野市に本社を置く建設会社。

## バイオトイレ
信州大学との共同出願によるバクテリアの特許を持つ。バイオトイレの菌床にこのバクテリアを投入することで、菌床の入れ替えは原則不要とする技術を持つ。また、独立行政法人科学技術振興機構より、京都大学教授陣らの開発による特許「尿内有価物分離装置」の実施権を許諾され、実用化に向けて準備が進められている。
これは、独自のし尿分離システムとの併用により、将来山岳トイレなどの尿処理問題を解決する技術となる。

## 沿革
- 1987年6月24日 - 設立。電気工事業を主体する事業を開始。
- 2001年4月 - （有）自然環境より大央電設工業（株）にバイオR21の製造、販売、特許公開中を移行、改良を行う。